# 密毛山姜
密毛山姜（学名：Alpinia copelandii），为姜科山姜属下的一个植物种。